# Comesperma virgatum
Comesperma virgatum är en jungfrulinsväxtart som beskrevs av Jacques-Julien Houtou de La Billardière. Comesperma virgatum ingår i släktet Comesperma och familjen jungfrulinsväxter. Inga underarter finns listade i Catalogue of Life.